# Eclipse solar de 10 de maio de 2013

Ilustração do eclipse solar anular, mostrando as áreas onde pôde ser visto.

Um eclipse solar anular ocorreu no dia 10 de maio de 2013, com uma magnitude de 0,9544. Um eclipse solar ocorre quando a Lua passa entre a Terra e o Sol, assim sendo, total ou parcial, obscurecendo a imagem do Sol para um observador na Terra. Um eclipse solar anular ocorre quando o diâmetro aparente da Lua é menor do que o Sol, fazendo com que o Sol se parece com um anel, bloqueando a maioria da luz do Sol. Um eclipse anular é exibido como um eclipse parcial sobre uma região de milhares de quilômetros. Foi o eclipse número 31 da série Saros 138 e teve magnitude de 0,95443.
A anularidade foi visível do norte da Austrália e do sul do Oceano Pacífico, com o máximo de 6 minutos e 3 segundos visíveis a partir do Oceano Pacífico ao leste da Polinésia Francesa.